# Österreichische Studienstiftung
Die Österreichische Studienstiftung ist ein von der Österreichischen Akademie der Wissenschaften 2019 gegründetes Programm zur Begabtenförderung von Studenten in Österreich. Besonders talentierte, motivierte und engagierte junge Erwachsene aus allen Fachrichtungen werden beginnend ab der Matura acht Jahre lang oder bis zum Abschluss ihres Masterstudiums vorwiegend ideell gefördert. Das Programm kooperiert mit und orientiert sich an der Studienstiftung des deutschen Volkes und der Schweizerischen Studienstiftung. Maßgeblich an der Gründung beteiligt war Oliver Jens Schmitt, ehemaliger Präsident der philosophisch-historischen Klasse der ÖAW und Alumnus der schweizerischen Studienstiftung.

## Geschichte
Die Entstehungsgeschichte der Österreichischen Studienstiftung ist geprägt von einem langjährigen Bestreben, junge Talente zu fördern und ihnen die Möglichkeit zu geben, ihr volles Potenzial zu entfalten. Bereits seit geraumer Zeit existierte die Idee, eine solche Stiftung ins Leben zu rufen, unterstützt von verschiedenen Seiten. Innerhalb der Österreichischen Akademie der Wissenschaften wurde diese Initiative maßgeblich vorangetrieben, insbesondere durch das Engagement von Persönlichkeiten wie Oliver Jens Schmitt und dem Nobelpreisträger Anton Zeilinger. Auch ehemalige Stipendiaten der Schweizerischen Studienstiftung und der Studienstiftung des deutschen Volkes, darunter Johannes Fankhauser und Eva Christine Schitter, spielten eine bedeutende Rolle bei der Entwicklung und Umsetzung dieses Vorhabens. Inspiriert von den Erfahrungen der Studienstiftungen im Ausland, wurde die Österreichische Studienstiftung im Jahr 2019 gegründet. Sie wird seither von der Österreichischen Akademie der Wissenschaften getragen und finanziert.

## Aufnahmeverfahren
Schüler aus dem aktuellen Maturajahrgang einer AHS oder BHS in Österreich, die beabsichtigen, innerhalb eines Jahres nach ihrem Schulabschluss ein Studium aufzunehmen, können sich im Herbst des jeweiligen Schuljahres selbst bewerben. Zu den einzureichenden Unterlagen zählen ein Bewerbungsvideo, ein Lebenslauf, ein zweiseitiges Bewerbungs- und Motivationsschreiben, das letzte Schulzeugnis, sowie ein Empfehlungsschreiben aus dem Lehrkörper. Nach einer ersten Vorauswahl wird ein Anteil der Bewerber zu einem Auswahltag eingeladen. Dort stellen sich alle ausgewählten Bewerber einem Gespräch mit Mitgliedern des Auswahlkomitees, welche Mitglieder der ÖAW sind, sowie einer Präsentation bzw. Gruppendiskussion mit anderen Teilnehmern. Anschließend werden rund 100 neue Geförderte in die Stiftung aufgenommen.
Kriterien, nach denen Geförderte ausgewählt werden, umfassen:
- Schulerfolg (dabei gibt es keine konkreten Voraussetzungen bzgl. des Notendurchschnittes),
- Potential für persönliche und intellektuelle Entwicklung,
- Engagement und extracurriculare Aktivitäten,
- Interessen und Motivation,
- Persönlichkeit.

Die Österreichische Studienstiftung gibt in ihren Statuten an, ihr Angebot insbesondere auch an Erstakademiker zu richten.

## Förderangebot
Die Österreichische Studienstiftung unterhält ein breites Förderprogramm, bietet jedoch im Gegensatz zu den schweizerischen oder deutschen Äquivalenten kein monetäres Stipendium. Der Fokus liegt vor allem auf der persönlichen, intellektuellen sowie fachlichen Entwicklung aller Geförderten.
Zu den Angeboten zählen:
- mehrtägige Seminare in Form von Sommer-, Frühlings- oder Winterakademien,
- Studienstiftungsgespräche mit Persönlichkeiten aus der Forschung, Wirtschaft und dem öffentlichen Leben,
- Mentoring mit Betreuungsdozenten der jeweiligen Universität,
- Volontariate an den Forschungseinrichtungen der ÖAW,
- sonstige Workshops und Vernetzungsevents.

## Organisation
Das oberste beschlussgebende Organ der Österreichischen Studienstiftung ist das Präsidium der Österreichischen Akademie der Wissenschaften. Insbesondere sind die Präsidentin der philosophisch-historischen Klasse, Christiane Wendehorst, und der Präsident der mathematisch-naturwissenschaftlichen Klasse, Wolfgang Baumjohann, für die Studienstiftung zuständig. Die von Alexander Nagler geleitete Geschäftsstelle ist für alle laufenden Agenden und Veranstaltungen verantwortlich. Die Geförderten wählen jährlich fünf Sprecher, die ihre Interessen gegenüber der ÖAW und den anderen Organen vertreten. Weiters gibt es ein Kuratorium. Zur Organisation zählen außerdem die über 130 Mitglieder starke Auswahlkommission und die für das Mentoring zuständigen Betreuungsdozenten.

## Referenzen
1. ↑  Webseite der Österreichischen Studienstiftung, "Über Uns". Abgerufen am 31. März 2024.
2. ↑  Statuten der Österreichischen Studienstiftung.
3. ↑  Instagram-Auftritt der Österreichischen Studienstiftung
4. ↑  Österreichische Studienstiftung | Über uns. Abgerufen am 30. April 2024 (deutsch).
5. 1 2  Statuten der Österreichischen Studienstiftung. Fassung vom 08.03.2023. Österreichische Studienstiftung, abgerufen am 15. Mai 2024.
6. ↑  Österreichische Studienstiftung. Ein ÖAW-Förderprogramm für junge Talente. Präsidium der Österreichischen Akademie der Wissenschaften, abgerufen am 15. Mai 2024.
7. ↑  Österreichische Studienstiftung | Über uns. Abgerufen am 1. Mai 2024 (deutsch).
8. ↑  Bewerbung & FAQ. Österreichische Studienstiftung, abgerufen am 14. Mai 2024 (deutsch).
9. ↑  Förderung. Österreichische Studienstiftung, abgerufen am 14. Mai 2024 (deutsch).